# Anna Brazhnikova
Anna Brazhnikova é uma tenista profissional sueca que atingiu seu melhor ranking em simples/singulares no dia 2 de novembro de 2009 como Nº421 no WTA e em duplas alcançou o Nº309 do WTA como seu melhor ranking (em duplas) no dia 10 de maio de 2010.

## Finais do ITF

### Simples/Singulares: 2 (0–2)
| Legenda           |
| ----------------- |
| $100,000 torneios |
| $75,000 torneios  |
| $50,000 torneios  |
| $25,000 torneios  |
| $10,000 torneios  |

| Resultado   | Número | Data                  | Torneio           | Superfície | Oponente         | Resultado (jogos) |
| Vice-campeã | 1.     | 27 de outubro de 2008 | Estocolmo, Suécia | Duro       | Nicola Geuer     | 6–7, 6–1, 5–7     |
| Vice-campeã | 2.     | 1 de novembro de 2010 | Estocolmo, Suécia | Duro       | Michaela Honcova | 4–6, 7–6, 3–6     |

## Tampere Open (Finland)US $ 10.000
| Resultado                    | Número | Data                | Torneio            | Superfície   | Oponente           | Resultado (jogos) |
| Vencedora (1ª Ronda)         | 1.     | 26 de julho de 2011 | Tampere, Finlândia | Terra Batida | Caroline Rohde-Moe | 6-3, 6-1          |
| Perdedora (Oitavos de Final) | 2.     | 27 de julho de 2011 | Tampere, Finlândia | Terra Batida | Dinah Pfizenmaier  | 0-5 retirou-se    |

## Duplas: 8 (3-5)
| Lendária          |
| ----------------- |
| $100,000 torneios |
| $75,000 torneios  |
| $50,000 torneios  |
| $25,000 torneios  |
| $10,000 torneios  |

| Resultado    | Número | Data                  | Torneio              | Superfície   | Companheira             | Oponentes                        | Resultado (jogos) |
| Vice-campeãs | 1.     | 19 de maio de 2008    | Falkenberg, Suécia   | Terra Batida | Madeleine Saari-Bystrom | Diana Eriksson Hanne Skak Jensen | 3–6, 1–6          |
| Vice-campeãs | 2.     | 2 de novembro de 2008 | Estocolmo, Suécia    | Duro         | Malou Ejdesgaard        | Helene Auensen Ulrikke Eikeri    | 2–6, 6–4, [8–10]  |
| Campeãs      | 1.     | 18 de maio de 2009    | Ain Sukhna, Egito    | Terra Batida | Valeria Savinykh        | Galina Fokina Anna Morgina       | 3–6, 6–3, [10–6]  |
| Campeãs      | 2.     | 1 de junho de 2009    | Bukhara, Uzbequistão | Duro         | Marta Sirotkina         | Ksenia Palkina Arina Rodionova   | 3–6, 6–4, [11–9]  |
| Vice-campeãs | 3.     | 12 de outubro de 2009 | Lagos, Nigéria       | Duro         | Anastasia Mukhametova   | Nina Bratchikova Anna Gerasimou  | 6–7, 6–7          |
| Campeãs      | 3.     | 5 de abril de 2010    | Ain Sukhna, Egito    | Terra Batida | Marta Sirotkina         | Audrey Bergot Chanel Simmonds    | 6–3, 6–3          |
| Vice-campeãs | 4.     | 18 de outubro de 2010 | Lagos, Nigéria       | Duro         | Anastasia Mukhametova   | Nina Bratchikova Ágnes Szatmári  | 4–6, 3–6          |
| Vice-campeãs | 5.     | 1 de novembro de 2010 | Estocolmo, Suécia    | Dura         | Karen Barbat            | Xenia Knoll Lara Michel          | 3–6, 3–6          |